# 서울청운중학교 축구부
서울청운중학교 축구부(Cheong-Un Middle School Football Club)는 대한민국 서울특별시 종로구 청운동에 있는 축구단이다. 청운중학교 (서울)가 운영하는 학교 축구단이다.

## 역사

### 2019 시즌
2019년 서울특별시교육감배 학교스포츠클럽대회에 참가하여 중부교육지원청 우승을 하였다. 7월 13일 열린 오산중학교와의 결승전에서 1대0으로 이기고 2년만에 다시 우승을 했다.

### 2023 시즌
2023년  서울특별시교육감배 학교스포츠클럽대회에 참가하여 중부교육지원청 우승을 하였다. 8월 26일 열린 오산중학교와의 결승전에서 1대0으로 이기고 2019년도와 같이 똑같은 영광을 재연해 냈다.

### 2025 시즌 (진행중)
2025년 서울특별시교육감배 학교스포츠클럽대회에 참여하여 대신중학교, 중앙중학교, 용산중학교와 함께 같은 조에 걸렸다. 
5월14일 중앙중학교와의 첫번째 경기에서 최보성(29)의 땅볼 프리킥으로 1:0으로 승리하였다.
5월 20일 용산중학교와의 경기에서 김현재(9)의  6골로 6:1로 승리하며 조 1위에 위치하게 되었다.
6월 10일 대신중학교에게 2:0으로 패배하며 조 2위로 마무리하게 되었다.
2025년 5월 14일 중앙중학교전 선발명단: 문권준(GK), 최보성(CB), 김건우(CB), 박성윤(CB), 김선재(LB), 최민휘(RB), 김나헌(CM), 소이한(CM), 김현재(CAM), 강시웅(ST), 공현동(ST)
2025년 5월 20일 용산중학교전 선발명단: 문권준(GK), 최보성(CB), 김건우(CB), 박성윤(CB), 김선재(LB), 최민휘(RB), 김휘승(CM), 소이한(CM), 김나헌(CAM), 김현재(ST), 강시웅(ST)
2025년 6월 10일 대신중학교전 선발명단: 문권준(GK), 최보성(CB), 김건우(CB), 박성윤(CB), 김선재(LB), 최민휘(RB), 김휘승(CM), 소이한(CM), 김현재(CAM), 강시웅(ST), 공현동(ST)

## 선수 명단

### 2025 선수 명단
참고: FIFA 자격 규정에 따라 소속된 국가대표팀 국기를 표시합니다. 선수는 복수의 FIFA 비회원국 국적을 가지고 있을 수 있습니다.
| 번호 | 포지션 | 국적 | 이름      |
| ---- | ------ | ---- | --------- |
| 1    | GK     |      | 문권준    |
| 99   | GK     |      | 이하원    |
| 31   | GK     |      | 김진서    |
| 2    | DF     |      | 최민휘    |
| 26   | DF     |      | 최지호    |
| 32   | DF     |      | 박성윤    |
| 23   | DF     |      | 석진솔    |
| 15   | DF     |      | 송창빈    |
| 11   | DF     |      | 김선재    |
| 3    | DF     |      | 박 준     |
| 5    | DF     |      | 김건우    |
| 4    | MF     |      | 김나헌    |
| 6    | MF     |      | 정연우    |
| 19   | MF     |      | 소이한    |
| 20   | MF     |      | 김휘승    |
| 8    | MF     |      | 왕민성    |
| 29   | MF     |      | 최보성(C) |
| 22   | MF     |      | 한규현    |
| 18   | FW     |      | 김지호    |
| 9    | FW     |      | 김현재    |
| 10   | FW     |      | 강시웅    |
| 7    | FW     |      | 공현동    |
| 77   | FW     |      | 이진수    |

## 코칭 스태프
- 감독 :  왕우진 2025년 새로부임했다. 빌드업축구를 중요시 하고 자유로운 분위기가 특징이다.
- 부감독 :  조중연(영어 이름은 브라질 축구 유학시절 사용하던 Alex이다.) 왕우진이 부임하기전까지 축구부 감독을 맡았으며 현재는 청운중학교 농구부 감독이지만 매 경기마다 경기장에 와 선수들의 멘탈을 잡아주고 감독 왕우진과 함께 선수들을 이끈다
  - 2023시즌 축구 대표팀의 우승을 이끌어냈다.